# Lijst van voetbalinterlands Burkina Faso - Gambia
Deze lijst van voetbalinterlands is een overzicht van alle officiële voetbalwedstrijden tussen de nationale teams van Burkina Faso en Gambia. De landen hebben tot op heden drie keer tegen elkaar gespeeld. De eerste ontmoeting was een vriendschappelijke wedstrijd op 7 april 2001 in Banjul. Het laatste duel, een kwalificatiewedstrijd voor de Afrika Cup 2012, werd gespeeld in Bakau op 8 oktober 2011.

## Wedstrijden
| № | Plaats      | Datum          | Competitie                   | Wedstrijd             | Uitslag |
| - | ----------- | -------------- | ---------------------------- | --------------------- | ------- |
| 1 | Banjul      | 7 april 2001   | Vriendschappelijk            | Gambia − Burkina Faso | 1 − 0   |
| 2 | Ouagadougou | 9 oktober 2010 | Afrika Cup 2012 kwalificatie | Burkina Faso − Gambia | 3 − 1   |
| 3 | Bakau       | 8 oktober 2011 | Afrika Cup 2012 kwalificatie | Gambia − Burkina Faso | 1 − 1   |

## Samenvatting
| Competitie              | Totaal gespeeld | Winst Burkina Faso | Gelijk | Winst Gambia | Doelsaldo Burkina Faso – Gambia |
| ----------------------- | --------------- | ------------------ | ------ | ------------ | ------------------------------- |
| Afrika Cup-kwalificatie | 2               | 1                  | 1      | 0            | 4 − 2                           |
| Vriendschappelijk       | 1               | 0                  | 0      | 1            | 0 − 1                           |
| Totaal                  | 3               | 1                  | 1      | 1            | 4 − 3                           |

Wedstrijden bepaald door strafschoppen worden, in lijn met de FIFA, als een gelijkspel gerekend.